# François Ignace Carpentier de Changy
François Ignace Carpentier, comte de Changy, né en 1753 et mort en 1812, est un officier français.
Marquée par la Révolution, sa vie est typique des nobles loyalistes. Il émigre dès 1791, s'engage dans l'armée des Princes, prend part à la campagne de 1792, connaît les vicissitudes de l'émigration puis rentre en France pour tenter de restaurer son patrimoine.
Il est le beau-frère du général et écrivain Antoine François Philippe Dubois-Descours de la Maisonfort et l'oncle du général de division Maximilien Dubois-Descours de la Maisonfort.

## Biographie

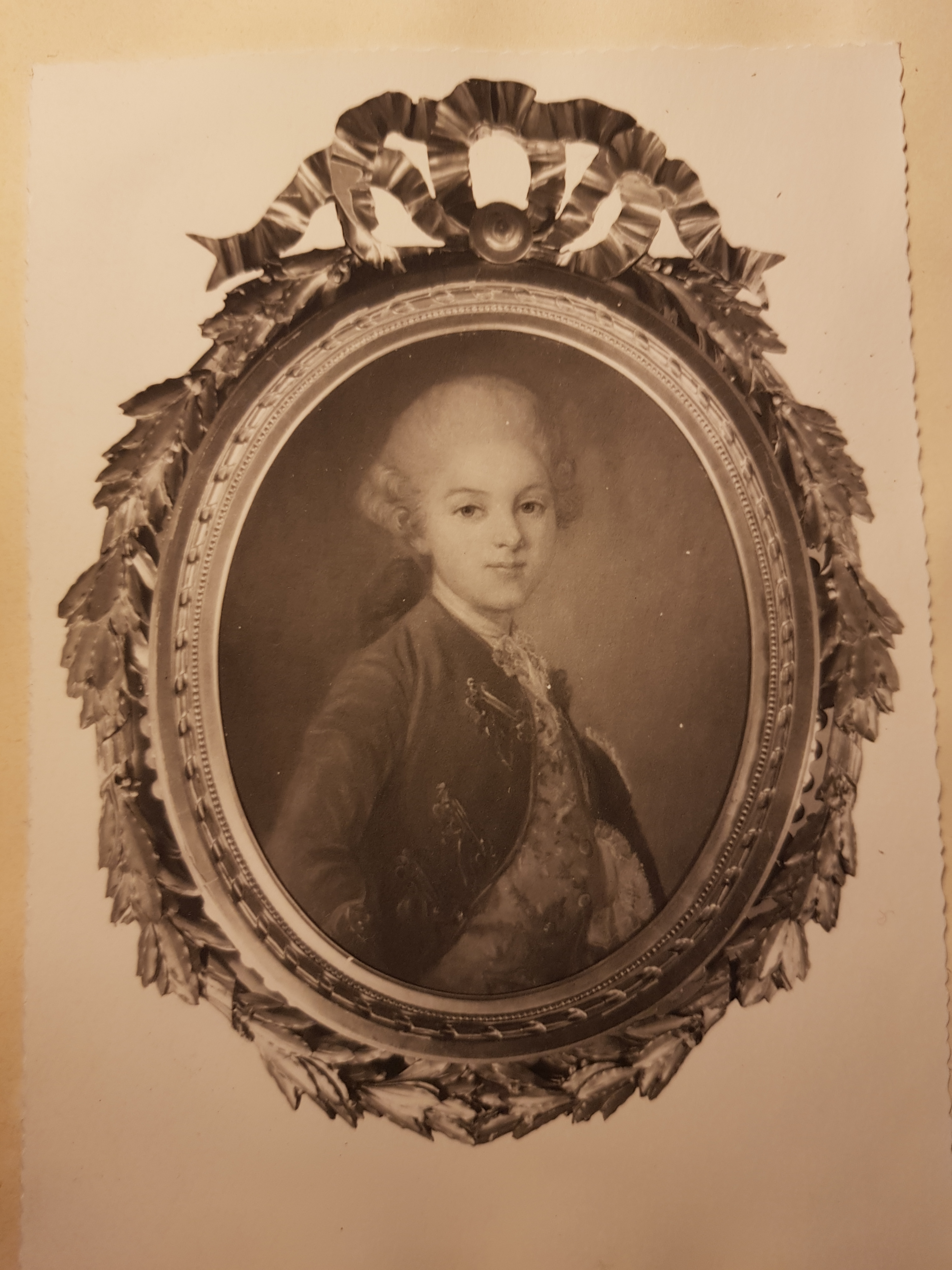
François Ignace Carpentier de Changy, enfant.

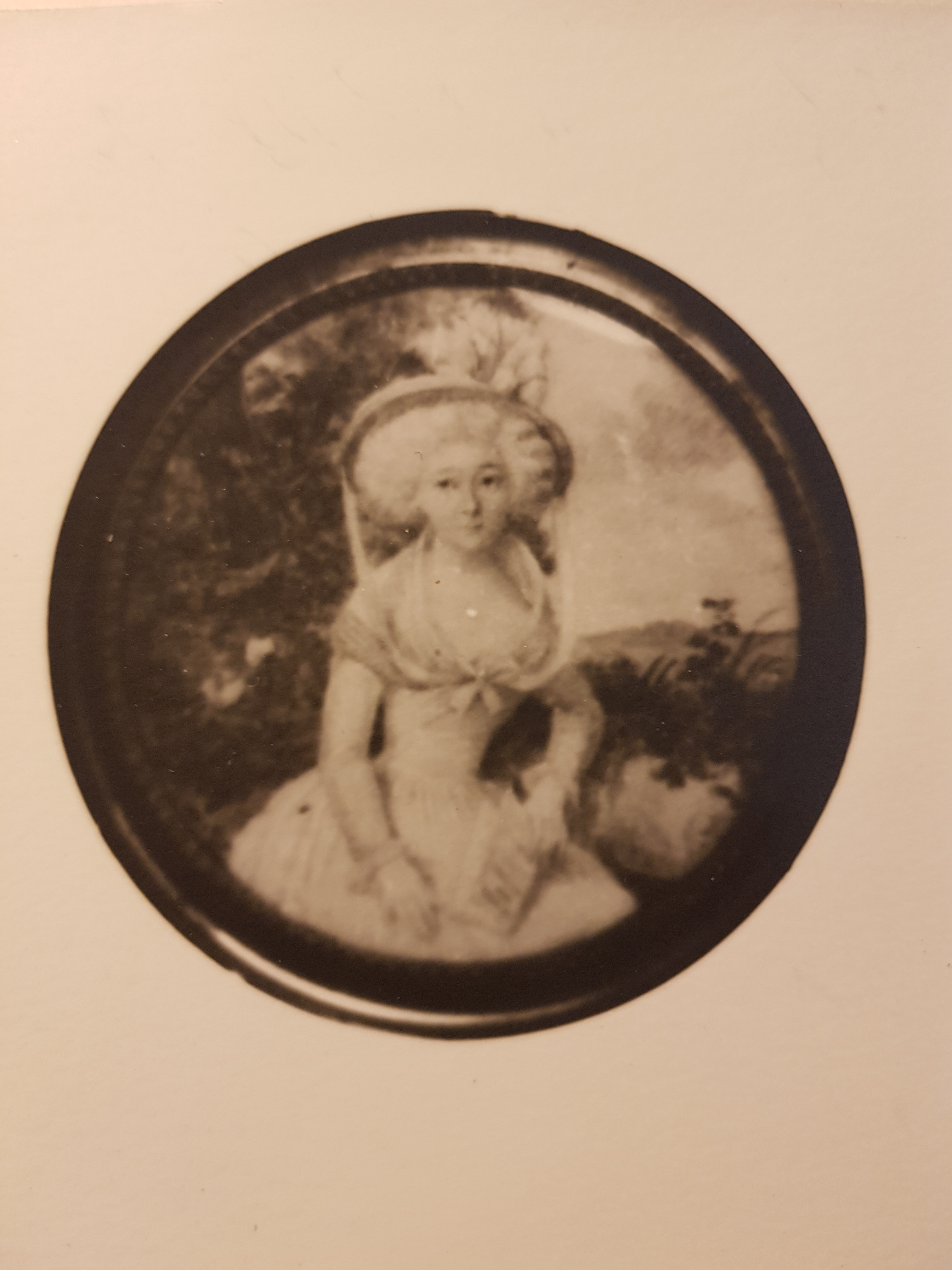
Rose Esther Dubois-Descours de la Maisonfort, adolescente.

Les archives privées de la famille de Changy permettent de retracer la vie de François Ignace ainsi que les Archives généalogiques et historiques de la noblesse de France et le Dictionnaire des familles françaises anciennes ou notables à la fin du XIXe siècle. En outre, une généalogie familiale a été imprimée en 1841.

### Enfance - Éducation - Mariage
François Ignace Carpentier de Changy naît le 5 janvier 1753 à Nevers. Il est baptisé le même jour en l'église Saint-Étienne. Son éducation commence sous la férule de son grand-oncle paternel et parrain François Ignace Carpentier de Changy, seigneur de Vanzé, officier, ingénieur du roi. Après de premiers exercices militaires à l'école de la maison du roi, il est admis à la compagnie des chevaux légers de la garde ordinaire du roi.
Le 2 juin 1790, à l'âge de 37 ans, il épouse à Paris, en la paroisse Saint-Côme-Saint-Damien, Rose Esther Dubois-Descours de la Maisonfort, âgée de 19 ans. L'année précédente, à l'assemblée de la noblesse du Nivernais, Louis Dubois-Descours, marquis de la Maisonfort, lui a présentée sa sœur comme « dame de Séiez ». Lors de son mariage, l'époux est capitaine au Régiment Mestre de Camp Général dragons. Il a produit les preuves de noblesse requises pour ce grade, dont il se démettra peu après pour ne pas servir la Révolution.

### Révolution - Émigration - Campagne de 1792
Retiré en son château de Vanzé sur la paroisse de Champvert, il répond à l'appel que les Princes, frères du roi, ont adressé à la noblesse. Il obéit sur-le-champ à l'ordre que lui a donné son père de partir sans perdre de temps en adieux.
Il quitte Vanzé le 5 octobre 1791, accompagné de son fils encore nourrisson, de sa femme et de quelques parents et amis. Ce petite groupe donne à la noblesse du Nivernais le signal de l'émigration. Il passe la frontière non sans danger et arrive à Tournai le 20 octobre 1791 ; la ville est déjà peuplée d'émigrés. Le même jour, il s'enrôle comme cadre de l'armée royaliste naissante. Équipé à ses frais, il est incorporé le 31 janvier 1792 dans la compagnie des officiers nobles des mousquetaires de la Maison du Roi, en même temps que son ami le Marquis de Falaiseau,. Cette armée est licenciée après la campagne de 1792 quand les Princes, réduits à l'inaction par la temporisation des souverains alliés, doivent renoncer à la lutte. Abandonnés à eux-mêmes, ses membres se dispersent dans l'exil,.

### Exil
Les Changy gagnent la Hollande puis l'Angleterre où ils arrivent début 1793, une semaine après l'exécution de Louis XVI. Profitant de la retraite des armées républicaines, ils séjournent quelques mois à Londres puis reviennent en Belgique pour se rapprocher de la France. Ils s'établissent à Liège. Il y restent un an mais doivent fuir en mars 1794 devant Pichegru qui, quelques mois plus tard, les chassera de Düsseldorf où ils se sont réfugiés.
Ils partent pour Brunswick, où le prince accueille avec bonté les royalistes français. Ils y arrivent en 1794 avec la mère de Rose Esther, ses frère et belle-sœur et y séjournent jusqu'en mars 1800. La bienveillance du duc de Brunswick adoucit sensiblement le sort du marquis de la Maisonfort et des siens.

### Retour en France - Fin de vie

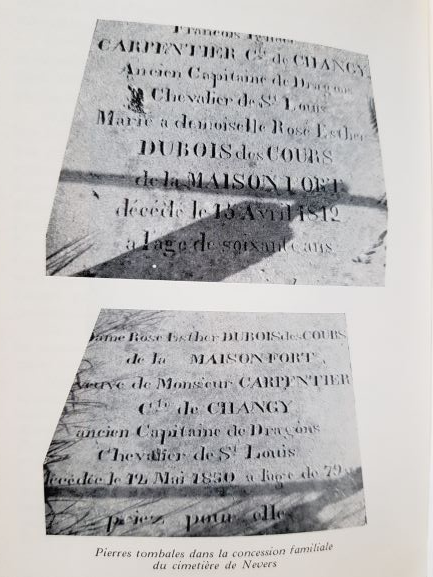
Pierre tombale de François Ignace et Rose Esther Carpentier de Changy, à Nevers.

François Ignace décide de rentrer en France, où son père est mort trois  ans plus tôt en laissant une veuve ruinée par la révolution de Saint-Domingue. Il n'est protégé des lois de proscription que par un passeport suédois délivré sous le nom de « Smith ». Il arrive à Paris le 9 avril 1800. Contraint de s'y cacher par un redoublement de sévérité envers les émigrés, il rentre en Nivernais en 1801, à Nevers puis à Vanzé où le château, pillé, n'offre plus qu'un toit effondré et des murailles nues.
Il emploie ses dernières années à restaurer son patrimoine. Il partage sa vie entre Vanzé et Nevers où, durant l'hiver, il retrouve sa mère et ses sœurs. Le 2 avril 1812, il tient sur les fonts baptismaux de la cathédrale de Nevers Adrien Rossignol de Pron, fils de sa nièce par alliance Louise Dubois-Descours de la Maisonfort. Ayant pris froid durant la cérémonie, il doit s'aliter dès son retour à domicile. Il décède, probablement d'une pneumonie, le 16 avril 1812, à l'âge de 59 ans. Il est inhumé au cimetière Jean Gautherin, où sa tombe existe toujours. Sa veuve refusera de se remarier par fidélité à sa mémoire.

### Titres et décoration
- le 6 janvier 1794, le comte d'Artois, frère de Louis XVIII et lieutenant général du royaume, remet à Monsieur de Changy un certificat honorable de ses services militaires ;
- le 5 février 1797, à Wolfenbuttel, le maréchal de Castries confère au comte de Changy, de la part de Louis XVIII, l'ordre royal et militaire de Saint-Louis après avoir reçu  son serment ;
- les 26 janvier 1797 et 1er février 1798, à Blankenburg, Louis XVIII lui confirme le titre de comte de Changy[23],[24],[25].

## Famille

### Parents
Son père, François III Carpentier (16 octobre 1714 - 17 août 1797 à Nevers), est seigneur des Pavillons, de Vanzé, de Beaudéduit, ancien mousquetaire de roi, chevalier de l'ordre royal de Saint-Louis, chevalier puis marquis de Changy. Père d'émigré, il est emprisonné sous la Terreur et doit son salut à ceux qui, ayant joui de ses bienfaits, sont venus réclamer sa libération au Comité de Salut Public de Nevers. Craignant que la manifestation dégénère, celui-ci lui accorde sa grâce. Mais soucieux de déguiser ce geste en mesure générale, il libère en même temps une trentaine d'autres prisonniers, qui doivent ainsi indirectement la vie à François de Changy.
Il a pour frère et sœur :
- Monique, née la 22 avril 1713, épouse du comte de Courvol, dont postérité ;
- Madelaine (1717-1719), morte en bas âge.

Sa mère, Jeanne d'Astier de Jacquezy (6 octobre 1732 - 11 janvier 1821), est fille de Thomas d'Astier, planteur à Saint Domingue, et de Renée Marchand. Veuve, elle déploie d'innombrables efforts pour empêcher la vente à l'encan du château de Vanzé, mis sous séquestre, en faisant valoir que son petit-fils Charles a quitté le territoire âgé d'un an à peine et ne saurait, de ce fait, être considéré comme émigré. Elle réussit à racheter à la République la part de son fils et sauvegarde ainsi la propriété familiale. Elle meurt à Nevers âgée de 89 ans et est inhumée au cimetière Jean Gautherin.

### Sœurs
- Marie-Jeanne, née le 22 février 1751. Morte jeune sans postérité ;
- Marie-Renée, née le 22 février 1751, jumelle de Marie-Jeanne. Épouse le 30 mars 1780 à Nevers Edmé de la Bussière[29], officier des armées du roi, lieutenant de cavalerie, maire de Saint-Saulge en 1789. Morte en 1825 sans postérité, deux enfants étant décédés en bas âge ;
- Monique, née le 10 avril 1757 à Nevers, paroisse Saint-Étienne[30]. Épouse le 29 janvier 1782 à Saint-Martin-d'Heuille Louis-Philippe du Verne de Marancy[31], officier des armées du roi, capitaine commandant au régiment de Navarre, chevalier de l'ordre royal militaire de Saint-Louis, premier maire d'Annay. Postérité.

### Épouse

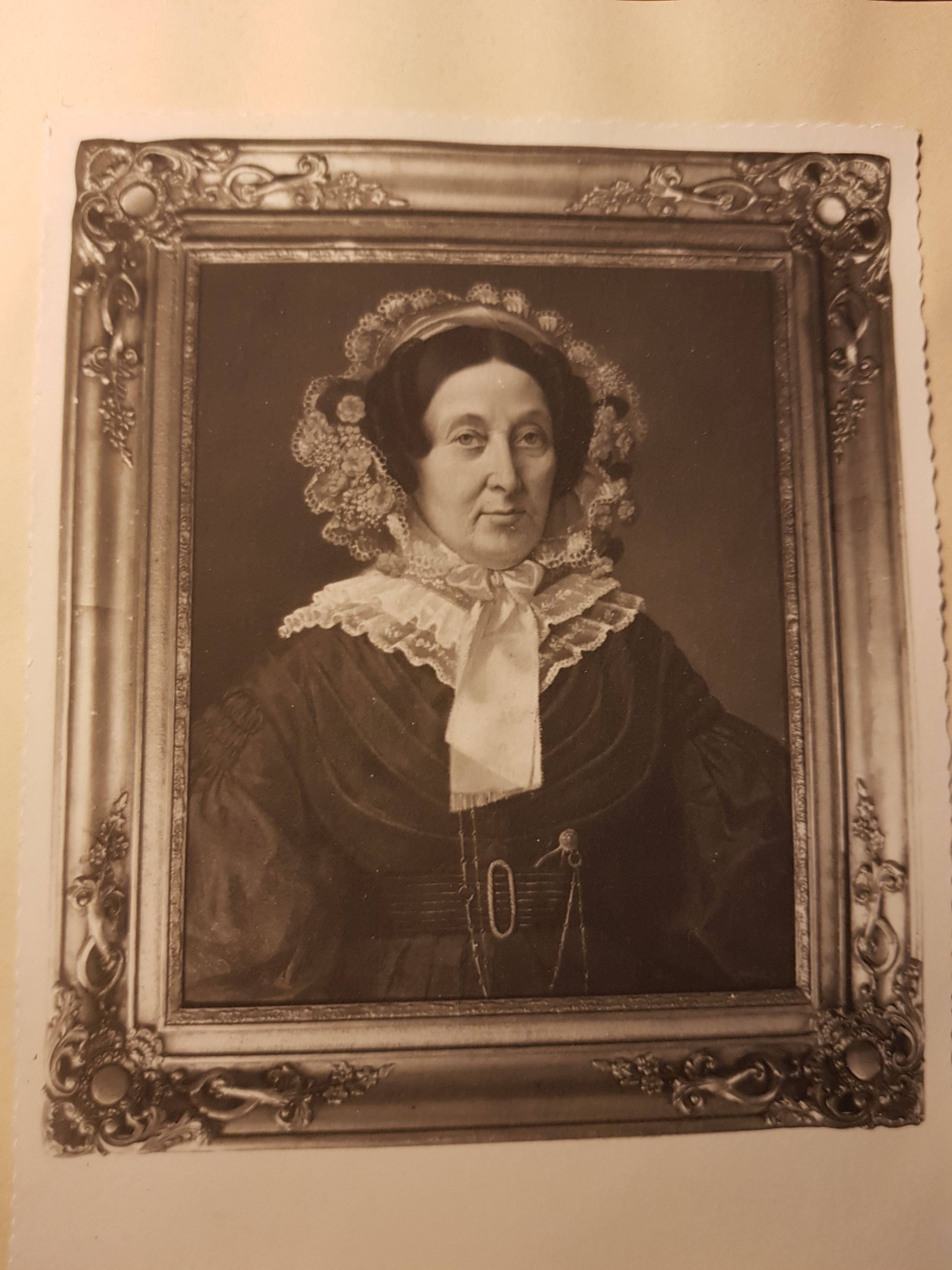
Rose Esther Dubois-Descours de la Maisonfort, vers 1835.

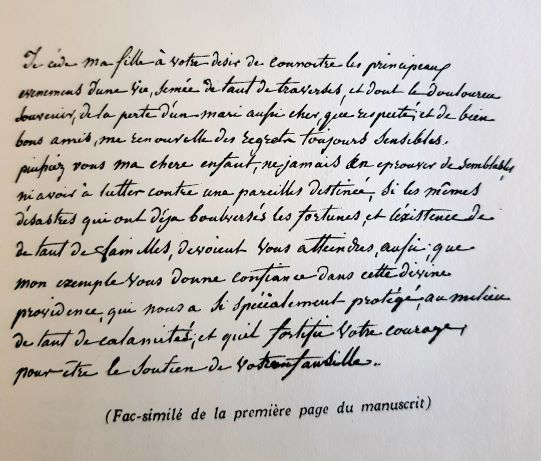
Fac-simile des mémoires de Rose Esther Dubois-Descours de la Maisonfort.

Rose Esther Dubois-Descours de la Maisonfort est née à Brest le 22 mai 1771, fille de feu François Alexandre Philippe du Bois des Cours de la Maisonfort, lieutenant de vaisseau, et de Marie Gabrielle Charlotte Anne de Kergadiou. Elle est la sœur de Louis Dubois-Descours, marquis de la Maisonfort, général et écrivain.
Par décence, elle décline la proposition de remariage d'un veuf fortuné. Fidèle à la mémoire de son mari défunt, elle lui survit assez longtemps pour assister au retour des Bourbons, à leur chute et même à celle des Orléans qui leur ont succédé. Elle voit aussi disparaître jeunes ses deux filles pendant l'émigration, puis son fils en 1837. En 1847, elle rend visite à son petit-fils Eugène établi à Envoz, près de Liège, là-même où elle a vécu proscrite 53 ans auparavant. En 1848, après l'avènement de la République, elle craint de devoir reprendre le chemin de l'exil.
Elle rédige des mémoires, publiés le 12 août 1966 dans le cercle familial sous le titre de « Souvenirs de la comtesse de Changy, née Rose Esther de la Maisonfort (1771-1850), écrits pour sa fille Léontine de Cavailhès ». Ultime survivante de sa famille et dernière à porter en France le nom de son mari, la comtesse douairière de Changy meurt à Nevers le 11 mai 1850, à 79 ans, dans l'hôtel particulier où elle réside avec sa fille Léontine de Cavailhès. Elle est inhumée auprès de son mari, 38 ans après lui.

### Enfants

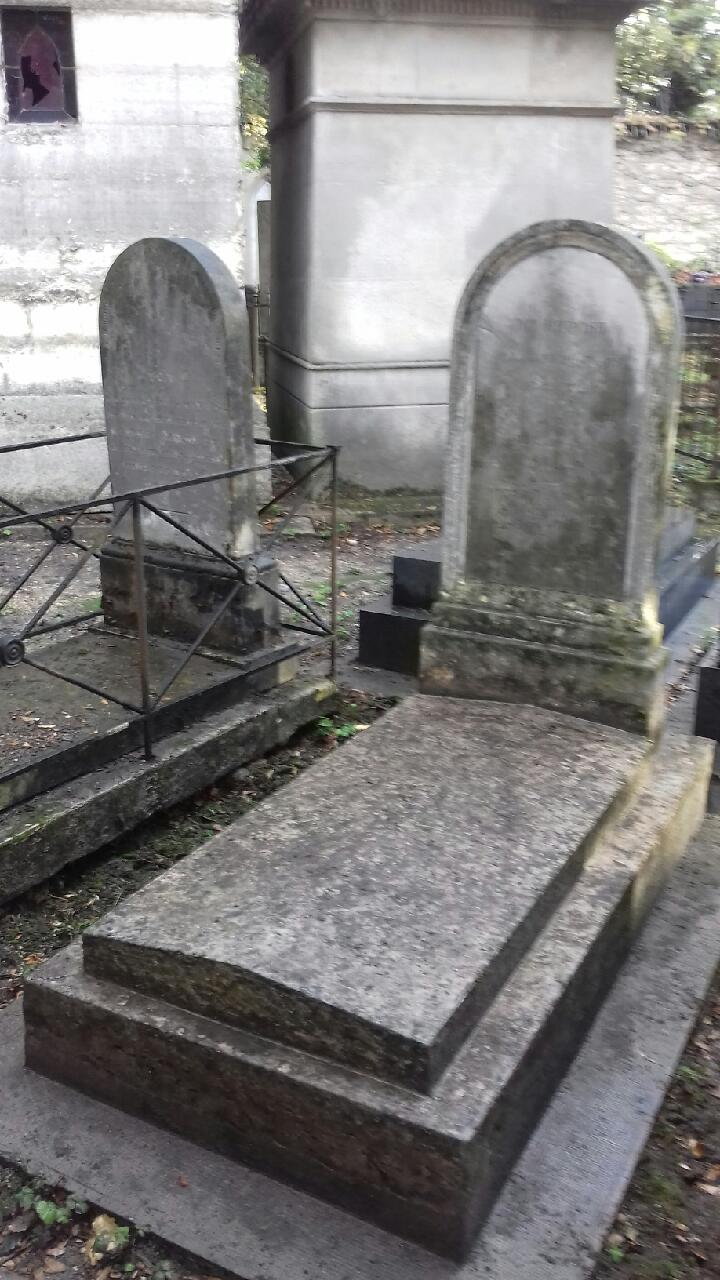
Tombe de François Charles Carpentier de Changy au Cimetière du Père-Lachaise
(7e division). Octobre 2020.

- François Charles dit « Carlos », né le 15 mars 1791 au château de Vanzé et baptisé le lendemain à Champvert. Marié le 26 novembre 1817 en la chapelle du château de la Sablonnière (commune de Bonny-sur-Loire) avec Jeanne-Amélie de Chazal de Chamarel. Décédé le 10 février 1837 à Paris (10e arrondissement ancien), paroisse Saint Thomas d'Aquin, et inhumé le 12 au cimetière du Père-Lachaise[37]. Postérité ;
- Marie Antoinette Esther, née le 28 février 1794 à Liège, baptisée en l'église Saint-Jean. Morte l'année suivante à Brunswick ;
- Sophie Césarine, née le 15 avril 1798 et baptisée le même jour à Brunswick, atteinte de la petite vérole et devenue aveugle, ce qui détermine ses parents à revenir en France. Mais à peine sont-ils arrivés à Paris qu'elle y meurt le 31 août 1800 ;
- Marie Léontine, née à Nevers le 15 décembre 1801 (= 24 frimaire an 10)[38]. Épouse le 8 novembre 1824[39] Charles François Frédéric de Cavailhès de Prébens, officier. Décédée le 21 mars 1861 à Nevers[40]. Postérité.